# 土耳其裔以色列人
以色列的土耳其人，是指來自土耳其共和國的移民或生於以色列的土耳其人。
他們最早在奧斯曼帝國時期來到，當時以色列屬叙利亞一部分。
他們在以色列的人口有22000人，主要從事建築業。